# Muszkamoly
A muszkamoly vagy rétimoly (Loxostege sticticalis) a valódi lepkék közül a fényiloncafélék (Pyralidae) családjában a tűzmolyok (Pyraustinae) alcsaládjába tartozó lepkefaj.

## Elterjedése, élőhelye
Ez az eurázsiai faj, Ázsia sztyeppéin és erdős sztyeppéin gyakori. Magyarországon közönséges, de gyakorisága időben és térben erősen változó. A „belső vándorok” közé tartozik: ezek – bár őshonosak – csak akkor válnak kártevővé, amikor egy hirtelenül beáramló populáció megnöveli az egyedsűrűséget. A hosszú időn át tiltott „muszkamoly” nevet éppen azért kapta már egy évszázada, mert nálunk a váratlan, nagy károkat a kelet felől bevándorló populáció utódai okozzák.

## Megjelenése
Szárnyait a barna árnyalatai tarkázzák. A szárny fesztávolsága 22–24 mm.

## Életmódja
Nálunk egy évben két vagy három nemzedéke nő fel – melegebb éghajlaton több, hidegebben kevesebb. A kifejlett hernyók a talajban, gubóban bábozódnak, és a bábok telelnek át sűrű szövedékgubóban. A lepkék fejletlen ivarszervvel kelnek ki a bábból, az ivarérettség eléréséhez enniük kell. Főleg éjszakánként látogatják a virágokat, de elvétve nappal is táplálkoznak. Petéiket is éjszaka rakják le.
A muszkamoly hazánkban a 20. század elején jelentős kártevő volt. Ezután sokáig csökkent a jelentősége, majd 1975-ben országosan nagy károkat okozott.
Erősen polifág faj, 38 család egy- és kétszikű fajain él meg. A legerősebben támadott termesztett növények:
- cukorrépa,
- kender,
- napraforgó,
- szója,
- az illóolajnövények (édeskömény),
- mustár,
- gyapot,
- az egyéves és évelő pillangósvirágúak.

A gabonafélékre csak akkor fanyalodik, ha nem talál alkalmasabb növényt. Ritkán telepszik meg a burgonyaféléken (Solanaceae), viszont nagyon kedveli az amarántfélék (Amaranthaceae) és a libatopfélék (Chenopodiaceae) családba tartozó gyomnövényeket, valamint az üröm (Artemisia) fajokat.

## Külső hivatkozások
- Mészáros Zoltán – Szabóky Csaba: A magyarországi molylepkék gyakorlati albuma. Budapest: Agroinform. 2005.  arch Hozzáférés: 2018. április 6. (PDF)